# 長谷工コーポレーション

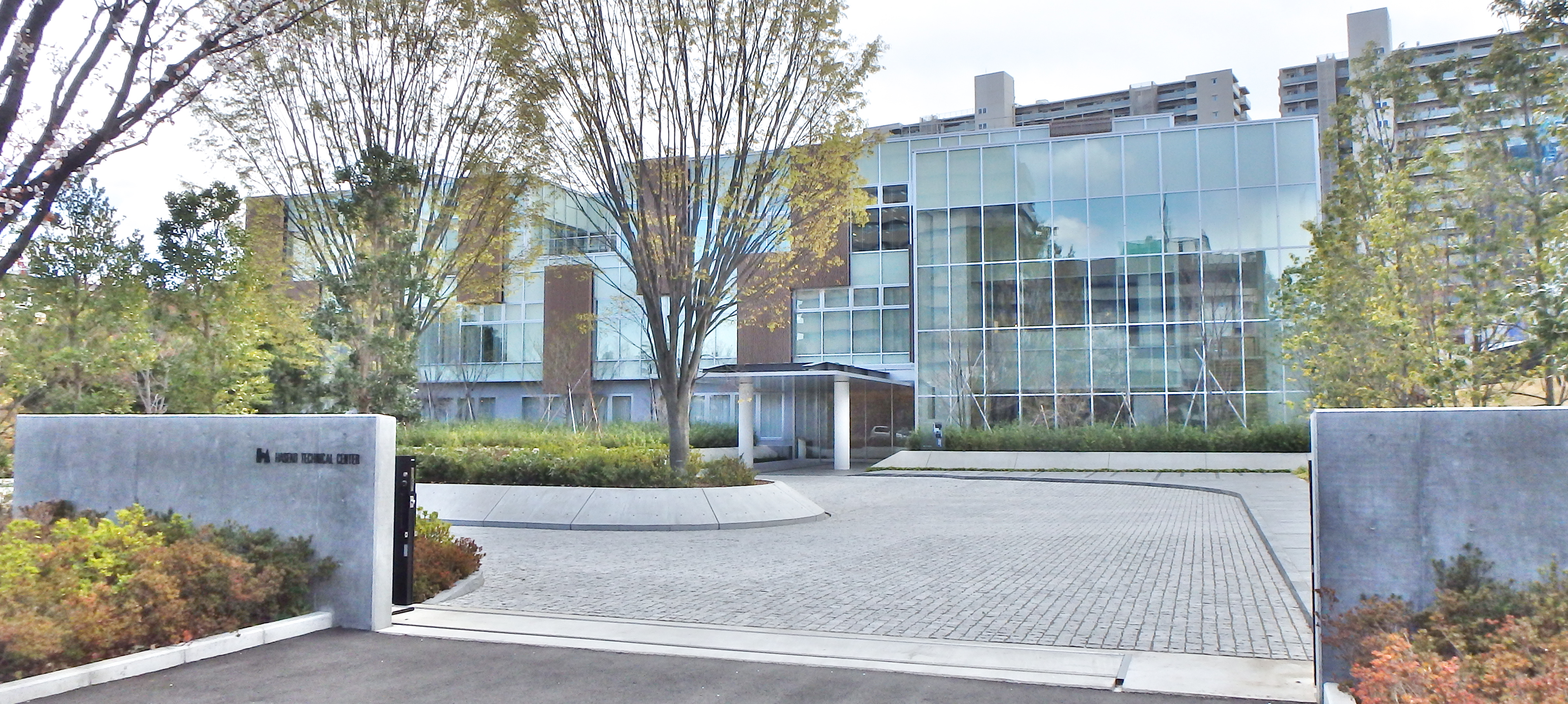
東京都多摩市にある完全予約制の長谷工マンションミュージアム（企業博物館）

株式会社長谷工コーポレーション（はせこうコーポレーション、英: HASEKO Corporation）は、東京都港区芝二丁目に本社を置く準大手ゼネコン。関東地方でのマンション開発を中心とした建設会社・デベロッパーでマンション建築では業界トップである。
日経平均株価およびJPX日経インデックス400の構成銘柄の一つ。
スローガンは「~いい暮らしを、創る。住まいのオンリーワングループ~」「住まいと暮らしの創造企業グループ」。現在のシンボルマーク（永井一正作）は長谷工の頭文字「H」をベースに、青い直方体は「快適な都市空間・都市生活」を、赤い丸は「人間の逞しいエネルギー」、緑の三角錐は「豊かな自然環境」をイメージしている。

## 沿革
- 1937年（昭和12年）2月 - 兵庫県尼崎市に長谷川武彦が個人経営として「長谷川工務店」を創業[4]。
- 1946年（昭和21年）8月 - 兵庫県姫路市に本店を移転して法人改組し、「株式会社長谷川工務店」を設立[4]。
- 1951年（昭和26年）2月 - 関東地方での事業を拡大するため東京出張所を開設[4]。
- 1953年（昭和28年）8月 - 業務拡大のため本店を大阪市に移転[4]。
- 1961年（昭和36年） - 3月に株式を店頭公開。10月に大阪証券取引所第二部へ上場。
- 1962年（昭和37年） - 3月に東京証券取引所二部へ上場。12月に名古屋証券取引所第二部へ上場。
- 1965年（昭和40年）4月 - 東京・大阪・名古屋の証券取引所において市場第一部へ指定替え[4]。
- 1968年（昭和43年） - マンション開発事業に参入。
- 1970年（昭和45年）12月 - 東京都渋谷区道玄坂の長谷川第8ビルに本店を移転した[4]。株式会社長谷工不動産設立（現在は連結子会社）。
- 1973年（昭和48年）12月 - 事業開始から5年目で施工戸数日本一を達成[4]。
- 1974年（昭和49年）12月 - 本店を港区赤坂三丁目の「赤坂ロングビーチビル」に移転[4]。
- 1981年（昭和56年）1月 - 本社を港区芝二丁目の「芝本社ビル」へ移転[4]。
- 1988年（昭和63年） - 京都ブライトンホテルを開業し、ホテル事業に進出。現在の社名「長谷工コーポレーション」に改称[4] し、HをモチーフとしたCIロゴを導入（旧大和銀行のDマークVIロゴと図案が類似していた）。
- 1990年（平成2年） - 千葉県浦安市で浦安AMCプロジェクトに着手。
- 1995年（平成7年） - この頃、バブル崩壊の影響が顕在化。資産圧縮計画を策定。本社が抱える6910億円（簿価）のうち3800億円を処分する方針を決定。受け皿会社への移管で、1900億円の損失処理。
- 1997年（平成9年） - 3月に関東で、7月には関西でそれぞれISO 9001（品質の管理・保障システムの国際規格）を共同住宅の建設で国内で初めて取得した。
- 1998年（平成10年） - 34金融機関に融資残高の48％一律カットを要請。債務免除総額は3942億円の巨額に達した。
- 1999年（平成11年） - 長谷工が再建計画を修正。主力三行の負担割合を引き上げ、債権放棄総額3942億円のうち396億円は債務の株式化による出資に切り替え（2月）。3546億円の債務放棄と借入金396億円の出資への切り替えを32金融機関が合意。合田耕平社長は引責辞任。建設省出身の嵩聡久専務が昇格（5月）。
- 2001年（平成13年） - ISO 14001（環境マネージメントシステムの国際規格）を7月に関西で、10月に関東でそれぞれ取得した[4]。
- 2002年（平成14年） - 主力3行が債務株式化を活用した1500億円の追加支援を決定。2000億円の不動産関連損失処理を実施。
- 2003年（平成15年） - 1月に名古屋証券取引所の上場を廃止。8月に主力行のりそな（旧大和）銀行が自己資本比率の大幅低下で事実上国有化される。
- 2005年（平成17年） - リユース事業へ参入[4]。リサイクルショップ「カシコシュ」第1号店オープン[4]。
- 2011年（平成23年） - マンション施工戸数累計50万戸達成[4]。
- 2013年（平成25年） - ホテル事業を行う子会社の株式会社ブライトンコーポレーションの全株式をオリエンタルランドの100％子会社である株式会社ミリアルリゾートホテルズに売却。ホテル事業から撤退。蓼科ブライトン倶楽部については同社に引き継がれずに4月1日のチェックアウトをもって閉館し、残務処理は長谷工本社に移された。11月29日、生活科学運営の持株会社である生活科学ホールディングスの株式を長谷工アネシスおよび不二建設を通じて100％取得。これによって生活科学運営は長谷工コーポレーションのグループ企業となる。
- 2014年（平成26年）3月6日 - 第一回B種優先株の残り1000万株のうち、400万株の取得・消却を発表。同24日に消却。
- 2014年（平成26年）6月27日 - 第一回B種優先株の残り600万株の全株取得・消却を発表。7月14日に消却し優先株が消滅。
- 2015年（平成27年）5月28日 - 不二建設とともに総合地所の発行済全株式を取得、子会社化[5]。
- 2015年（平成27年）12月17日 - 不二建設とともにジョイント・コーポレーションの発行済全株式を取得し、子会社化[6][7]。
- 2016年（平成28年）4月1日 - 生活科学ホールディングスを長谷工シニアホールディングスに商号変更。センチュリーライフを同HDの子会社に移行[8]。
- 2017年（平成28年） - 2018年（平成30年） - 創業80周年プロジェクトとして、東京都多摩市鶴牧に技術研究・研修拠点や企業博物館「長谷工ミュージアム」を整備[9]。
- 2020年（令和2年）2月 - 細田工務店を子会社化して、一戸建ての建築・分譲事業を開始。

## 歴代社長
長谷川工務店社長
- 長谷川武彦：1946年 - 1969年
- 水上芳美：1969年 - 1987年
- 合田耕平：1987年 - 1988年

長谷工コーポレーション社長
- 合田耕平：1988年 - 1999年
- 嵩聰久：1999年 - 2005年
- 岩尾崇：2005年 - 2010年
- 大栗育夫：2010年 - 2014年
- 辻範明：2014年 - 2020年
- 池上一夫：2020年 - 現職

## 施工物件の特徴
- マンション事業第一号は1969年に兵庫県芦屋に建築した「芦屋松浜ハイツ」。
- 100世帯程度の小規模マンションよりも、300世帯を超える団地型の大規模マンションのプロジェクト開発・建設が多い。
- 1980年から現在の新浦安駅周辺を「浦安AMCプロジェクト」として大規模な都市開発に着手し、1990年代前半までの間に1248戸の分譲マンション（エル・シティ新浦安）、2棟のオフィスビル、2棟のホテル、ショッパーズプラザ新浦安等を開発・誘致し、2003年に超高層分譲タワーマンション2棟（エア・レジデンス新浦安）を竣工するに至り、大規模開発物件の一つとして知られる。
- 2000年代以降は学校・工場・社宅等の跡地に建てた大規模物件が多い。スーパーマーケットや託児所などの誘致や、フリースペース類の設置など共有施設が充実している。
- 竣工マンションの建築構造の特徴としては、厚さ200ミリの床スラブの上にカーペットやフローリングを直張りする直床工法、戸境壁のコンクリートの両側に軽量鉄骨を組み立てた上に石膏ボードで仕上げ、その上にクロスを貼る二重壁工法が挙げられる。
- 高齢者介護付きマンション「センチュリーシティー」シリーズを各地に展開している。
- 自社開発物件の他、住友不動産、野村不動産、三井不動産レジデンシャル、三菱地所レジデンスなど同業デベロッパーが売主となるマンション建設（主に大型物件）も行っている。近年は首都圏での民鉄系デベロッパーによる建築物件も多い。

現在も数百件の開発を行っている。

## 不祥事・事件
- 建設現場所長による共用トイレの盗撮
  - 2018年12月建設途中のマンション「アクアブリーズ川崎（神奈川県川崎市）」の共用トイレから盗撮カメラが見つかった。犯人は現場の所長。その事実は、写真週刊誌フライデー（2019年4月19日号）に掲載されるまで隠蔽されていた[11][12]。

- マンション修繕で談合
  - 2025年3月4日、関東地区のマンションの大規模修繕工事で談合を繰り返したとして、公正取引委員会はグループ会社の長谷工リフォームを含む20社に私的独占の禁止及び公正取引の確保に関する法律（独占禁止法）違反により立ち入り調査した[13][14]。

## 主な加盟団体
- 日本経済団体連合会
- 日本建設業団体連合会
- 不動産協会
- 不動産流通経営協会
- 新都市ハウジング協会
- マンションリフォーム推進協議会

## CM

### 出演者
- 内藤大助 - 2003年から約1年契約社員として勤務し、2014年以降CMに出演[15]。

### 提供番組

#### テレビ
※提供テロップは「長谷工グループ」である。
- めざましテレビ（フジテレビ・金曜5時台・関東ローカル）
- 全日本大学駅伝対校選手権大会（テレビ朝日・メ〜テレ、第51回大会〈2019年〉より特別協賛[16]。メインスポンサーとして提供。）

#### ラジオ
JFN系列
- Morning Gathering（AIR-G' 天気予報）

JRN・NRN系列
- tbc交通情報（tbcラジオ、2025年4月-）

#### 過去
- ANNニュースレーダー→ニュースシャトル（テレビ朝日・関東ローカル。同業のフジタ工業も提供。）
- たいむ6（朝日放送）
- 600ステーション→ステーションEYE（朝日放送、テレビ朝日発全国パートの関西ローカルスポンサー）
- JNNニュース22プライムタイム→JNNニュースデスク'88・'89 （TBS系全国ネット、隔日）
- FNNスーパータイム（フジテレビ・関東ローカル）
- 遠くへ行きたい（読売テレビ）
- FNNスーパーニュース（フジテレビ・関東ローカル）
- FNNスーパーニュースWEEKEND（関西テレビ・関西ローカル）
- FNN東海テレビスーパーニュース（東海テレビ・東海ローカル）
- おはよう朝日です（朝日放送・関西ローカル）

JFN系列
- Morning Brush（Date fm交通情報、2023年-2025年3月[17])

ほか

## 主なアワード
- ウエリス豊中桃山台の敷地に広がる「こもれびテラス」は、第三者認証としてJHEP認証制度における最高ランク（AAA）を受けている。